# Lampoldshausen
Lampoldshausen es un pequeño pueblo en el borde sur del bosque Harthausen, cerca de Möckmühl en Baden-Württemberg, Alemania.

## Sector aeroespacial
Lampoldshausen es conocido en el sector aeroespacial por ser la sede del Instituto de Propulsión Espacial del Centro Aeroespacial Alemán (DLR) para la investigación y pruebas de motores cohete (especialmente para lanzadores Ariane) así como la sede del Centro de Propulsión Orbital de ArianeGroup, el centro europeo de competencias de propulsión espacial.
El sitio de ArianeGroup es el centro europeo de referencia en cuanto al desarrollo y producción de sistemas de propulsión para satélites y plataformas orbitales. Produce sistemas de propulsión química y eléctrica, componentes de alta precisión para sistemas de control de actitud de satélites y lanzadores, y Sistemas de Propulsión Unificada (UPS) completos.
Además, Lampoldshausen forma parte de la Comunidad de Ciudades Ariane.